# Kilifina inquilina
Kilifina inquilina är en spindelart som först beskrevs av Léon Baert och Murphy 1987.  Kilifina inquilina ingår i släktet Kilifina och familjen Mysmenidae.
Artens utbredningsområde är Kenya. Inga underarter finns listade i Catalogue of Life.